# NGC 40
NGC 40 (znana tudi kot Metuljček) je planetarna meglica v ozvezdju Kefeja. Od Sonca je oddaljena približno 1073 parsekov, oziroma 3500 svetlobnih let. Odkril jo je William Herschel 25. novembra 1788. Sestavlja jo vroči plin, ki obkroža umirajočo zvezdo. Zvezda je izvrgla svoj zunanji sloj in nastala je manjša, vroča zvezda s površinsko temperaturo približno 50.000 °C. Sevanje iz zvezde povzroča da se prelivajoči zunanji ovoj segreva na približno 10.000 °C. Premer meglice je približno 1 svetlobno leto. Čez približno 30.000 let bo meglica verjetno izginila, ostala pa bo le bela pritlikavka velikosti Zemlje.